# 校长
校長是小學、初中、高中及大學等各類學校內行政、業務等各方面的負責人。

## 美國
在美國，大學校長稱為，為學校最高行政首長與代表人。而有多個校園的大學校長則稱為，如伊利諾大學。
大多數的（單一主校區）美國大學，並無校長與校監職權分立之設計，因此校長便相當於校監，既是學校的對外代表人，亦是最高行政首長。另設置常務副校長（Provost）協助校務。
但少數擁有多個校區的美國大學，則會增設校監一職，位階高於個別校區的校長，以方便校務整合與推動。
然而，亦有些州立大學系統反其道而行，例如：伊利諾大學、麻薩諸塞大學和加利福尼亞大學，改以校長擔任大學系統之最高行政首長，各州立大學系統分校另設置分校校監進行管理。

## 英国、澳大利亚、新西蘭
在英國，有些校長仍然教書，稱為「教師長」。在書本或文件可見到此職位。
在英国、澳大利亚和新西兰，大學校長稱為，負責行政團隊的管理與日常行政事務，相當於企業的執行長（CEO）角色。但許多中文翻譯會誤將「Chancellor」翻譯為校長，或將「Vice-Chancellor」錯誤翻譯為副校長。正確翻譯如下：
- 校監
  - 副校監（Pro-Chancellor）
- 校長
  - 常务副校長（Deputy Vice-Chancellor，或譯「首席副校長」）
    - 副校長（Pro Vice-Chancellor）

在上述三國的學校中，校長是學校的最高管理人，但也由校董會等組織監督。校長可以招聘或解雇教師。

## 中國大陸
中国大陆高校目前实行中共党委领导下的校长负责制，校长一般代表政府执行国家教育政策，接受校党委的领导。该体系下的主管人员多具有博士及以上学历或教授级别，个别分管行政工作的人员可能为硕士学历。
党员校长与副校长一般为校党委常务委员会委员或校党委委员，党外人士担任校长、副校长的，校党委可根据情况邀请其列席党委常委会或党委会。
党委书记：由于中国特殊国情，高校党委书记的行政地位高于校长，但一般不参与主持校务，不以“校长”称。但由于党委书记召集的党委会或党委常委会对学校的重大工作有决定权，并对所有学校中层干部的任免有决定作用，校长办公会是执行党委常委会决议以及教职工代表大会相关决议的机构，因此高校党委书记对学校校务具有重要影响。      
- 行政职责：全面主持学校党委工作，根据分工领导校党委办公室等党务部门。
- 主管领域：一般主管组织、统战、宣传、工青妇以及思想政治工作。对学校安全稳定工作负总责并把握学校的社会主义办学方向。

 校长：校长全面主持主持校务，领导校办公室。
- 地位与主要职责：对内为最高行政及学术主管，对外代表学校，主要职责一般为学科建设及对外交流。校长在党内组织地位相当于校党委副书记。
- 校务职责：一般包括教务、科研、行政等，具体职责由副校长协助。
- 校务权力：一般包括对学校行政工作的重大问题有决策权；对学校各项对内、对外工作有指挥权；经学校党委会或常委会决定并提出建议后，对学校中层行政干部有任免权，对教师的任免、使用及考核奖惩有人事权；对学校经费及其他收支的安排有财经权。
- 任命与任职条件：由有关部门任命或由学校教职工选举产生；具有相应的学历，并有一定的教学经历，熟悉教育理论和学校管理学，有组织管理才能和健康的身体。

## 香港
在香港，所有公立的法定大專院校均需根據規管該院校的法例規定，設有校監（中大、科大、城大、浸大為監督）（Chancellor）和校長（Vice-Chancellor / President / Director）。法例同時訂明法定院校的校監，由香港行政長官兼任（香港回歸前為香港總督），而校長則由校董會任命（港大為校務委員會）。
香港的學校如要獲得政府資助，都需要按規定設立校董會或法團校董會，因此香港大部分學校都設有校董會，而校長是由校董會遴選和聘用，其職責是管理學校的日常行政運作，並須向所屬學校的校董會負責。
校長主要負責學校日常營運和行政的決策，確保學校有秩序運作。其工作包括制訂學校內部的規則、決定上課日和假期、主持校內工作會議、制訂收生準則和決定一般教師的任免等，而全校適用的規則、公告和重要文書，也需要校長簽署才能正式生效。雖然校長是校內日常行政的決策人，但在重大政策的決定和涉及大筆款項的財務調動，仍需獲得校董會批准或交由校董會決定。由於校長需要集中處理學校的日常行政決策工作，所以一般較少直接參與日常課堂的授課，而中學、小學的副校長則仍會參與日常課堂的教學工作。
香港大部分學校的校長人選，都要經校董會批准和任命。較常見的產生辦法是校內晉升。因此，香港很多中學、小學和幼稚園的校長，在獲得晉升爲校長前，都曾經在所工作學校的任職教師。另外，有部分學校的校長是公開招聘的，並在應徵者獲聘用為校長後由校董會任命。此外，也有學校的校長是由校董會直接委任。

## 臺灣
在中華民國，有意擔任中小學校長的教師必須通過檢定考試。大學校長有些仍會授課、做研究及指導研究生，但大學以下的各級公立學校校長由教育部（高級中等學校）、直轄市政府、縣（市）政府聘任，私立學校由學校財團法人董事會決議聘任，最主要的職責就是負責處理校務，並對外代表學校，不需擔任教師。國立大學由於校園民主、教授治校抬頭，會公開徵求校長人選，並由專任教師及研究員、行政職員（部分大學）、校友代表及社會公正人士、學生代表（部分大學）與教育部派代表投票遴選出校長（例如管中閔案）。私立大學則公開徵求後，由學校財團法人董事會組織校長遴選委員會遴選，經董事會圈選，報請教育部核准聘任之。

## 另見
- 山長
- 校監